# Akanda FC
Akanda Football Club (bis 2014: FC Sapins) ist ein gabunischer Fußballverein.

## Geschichte
Der Verein wurde 2006 von Frédéric Gassita gegründet. Der Verein war anfangs eine reine Fußball-Talent-Akademie, bevor er 2010 zum Seniorenfußballteam umfunktioniert wurde. Sapins spielt mit der Gründung des Halb-Profiteams, in der Championnat d’Elite, der höchsten Spielklasse in Gabun. Im Juli 2012 wurde Trainer Obame Bekouré durch den kamerunischen U-20 Weltmeisterschaftsteilnehmer von 1993 Patricé Andomo ersetzt. Nachdem der Verein nicht wie erwartet die Meisterschaft holte, wurde der Trainer Patrice Andomo im November 2012 durch den Franzosen Yves Brécheteau ersetzt. Im Juli 2014 benannte sich der Verein nach einem Umzug nach Akanda, dem gleichnamigen Stadtteil von Libreville in Akanda FC um.

### Stadion
Der Verein aus Libreville, trug seine Heimspiele im Stade Augustin Monédan de Sibang aus und spielt seit Frühjahr 2012 im Stade Idriss-Ngari d’Owendo.

## Staff

### Management
General Manager
- Pierre Aubameyang[12]

General Sekretär
- Bruno Batchy Nzinga[13]

### Trainer
- Brice Ondo

## Bekannte Spieler (Auswahl)
- Catilina Aubameyang (gabunischer Nationalspieler)[14]
- Willy Aubameyang (gabunischer Nationalspieler)[15]
- Bertrand Bissielou (ehemaliger gabunischer Juniorennationalspieler)
- Ulrich Boucka (gabunischer Nationalspieler)
- Daniel Cousin (gabunischer Nationalspieler)[16]
- Francis Sahou Djeme (gabunischer Nationalspieler)
- Patrice Kouakou (ehemaliger ivorischer Nationalspieler)[17]
- Davy Guimambou (ehemaliger gabunischer Juniorennationalspieler)
- Davy Gael Guimambout (gabunischer Nationalspieler)
- Christian Kouma (gabunischer Nationalspieler)
- Patrice Kouakou (ivorischer Juniorennationalspieler)
- Eric Kwekeu (ehemaliger kamerunischer Nationalspieler)[18]
- Lionel Mamboundou (ehemaliger gabunischer Juniorennationalspieler)
- Jacques Manon (ehemaliger gabunischer Juniorennationalspieler)
- Kasse Mba (ehemaliger gabunischer Juniorennationalspieler)
- Narcisse Mvé Fang (gabunischer Nationalspieler)
- Sidi N’Diaye, (senegalesischer Nationalspieler)
- Martin Ndong Essono (gabunischer Juniorennationalspieler)
- Cédric Nko (gabunischer Nationalspieler)
- Dimitri Edou Nzué (gabunischer Nationalspieler)
- Didier Ovono (gabunischer Fußballnationalspieler)[19]
- Bill Tchato (ehemaliger kamerunischer Nationalspieler)[20]
- Pierre Womé (ehemaliger kamerunischer Nationalspieler)[21]
- Jovial Wonga (ehemaliger gabunischer Juniorennationalspieler)

## Trainer
- Obame Bekouré (2010–2012)
- Patricé Andomo (2012–2013)
- Yves Brécheteau (2012–2013)[22]
- Thierry Ebobola (2013–2014)[23]
- Hassib Kossi (2014–2015)[24]